# 奧地利-托斯卡納的瑪麗亞·路易莎 (1845-1917)
奧地利-托斯卡納的瑪麗亞·路易莎（德語：Maria Luisa von Österreich-Toskana，1845年10月31日—1917年8月27日），伊森堡-比丁根親王妃，托斯卡納大公利奧波多二世的女兒。

## 家庭
1865年，瑪麗亞·路易莎與伊森堡-比丁根的卡爾結婚，兩人共有5子4女：
1. 利奧波德·沃夫岡（1866年—1933年）
2. 瑪麗亞·安東妮亞（1867年—1943年）
3. 瑪麗亞·蜜雪兒（1868年—1919年）
4. 法蘭茲·約瑟夫（1869年—1939年）
5. 卡爾·約瑟夫（1871年—1951年）
6. 維克多·薩爾瓦多（1872年—1946年）
7. 阿方索·馬利亞（1875年—1951年）
8. 瑪麗·伊莉莎白（1877年—1943年）
9. 阿德萊德·瑪麗亞（1878年—1936年）